# Hellraiser: Inferno
Hellraiser: Inferno (también conocida como Hellraiser V: Inferno) es una película estadounidense de terror de 2000 dirigida por Scott Derrickson. Es la quinta entrega de la saga iniciada con el filme Hellraiser y la primera en salir directamente en DVD. Fue lanzada al mercado el 10 de octubre de 2000.
A diferencia de las anteriores partes de la saga, la trama de esta película se asemeja a la de un film policial, en la que el protagonista investiga quién es El Ingeniero y qué es La Configuración del Lamento.

## Argumento
Joseph Thorne es un detective de policía en Denver, Colorado, casado y con una hija de 9 años y, al mismo tiempo, es un esposo infiel, un policía corrupto y un padre ausente. Cuando Joseph revisa la escena de un homicidio, en el que identifica a la víctima como un antiguo compañero de escuela al que maltrataba, encuentra al mismo tiempo la Caja de Lemarchand y un dedo perteneciente a un niño. Esa noche Joseph deja su hogar para ir con una prostituta, llevando consigo la caja. Joseph activa sin querer la Configuración del Lamento y, al hacerlo, observa una extraña aparición de cenobitas, que incluyen a Pinhead y Chatterer Cenobite. A la mañana siguiente, Daphne, la prostituta, lo llama para decirle que está en un motel, cuando es atacada. Joseph escucha cómo es asesinada y acude al lugar donde encuentra su cuerpo horriblemente mutilado en la bañera. Nuevamente en la escena se encuentran la Caja y el dedo de un niño. Poco después, Joseph le cuenta a Tony, su compañero, que él había estado con Daphne la noche anterior y, para asegurarse que Tony no traicione su secreto, a escondidas deja una paquete de cigarrillos y una pluma con las iniciales de Tony en el motel, incriminándolo.
Desde la noche que activó la caja, Joseph ve continuamente a los cenobitas. Al mismo tiempo, empieza a seguir el rastro de Daphne y su fuente la liga con alguien llamado "el Ingeniero". Poco después Tony tiene un crisis de conciencia y quiere delatar a Joseph, pero este lo amenaza con las evidencias que ha plantado en el motel. Un niño entrega a Joseph un video donde un cenobita asesina a su informante en un camión de helados y deja otro dedo del niño en la caja registradora del vehículo. Todos los dedos de los asesinatos tenían quemada la huella digital e indicaban que el niño estaba vivo. Cuando Joseph presenta el video a su Capitán, la cinta está en blanco y el crimen sucede tal como él lo describió.
Debido a que todos los muertos eran conocidos de Joseph, su Capitán le ordena hablar con el terapeuta de la policía, quien poco después le cuenta a Joseph que otro oficial ya le había hablado del "Ingeniero". Joseph sigue la investigación a un bar en las montañas, donde varios vaqueros juegan a las cartas. Joseph ve al cenobita del video y lo persigue por el bosque, donde es atacado por otros cenobitas con aspecto de vaqueros. Cuando vuelve a su hogar, su mujer recibe un llamado de la madre de Joseph, que dice que ha sido visitada por el Ingeniero. Joseph llega al asilo donde sus padres residen y se identifica como el hijo de ambos. La enfermera afirma que ni siquiera sabía que ellos tuvieran un hijo. Al ir a la habitación de sus padres entra en otra puerta y aparece en el cuarto de un niño, donde ya habían comenzado sus sueños con los cenobitas. La puerta se cierra detrás de él y escucha como sus padres son asesinados. 
Joseph despierta en su cama y escucha cómo su esposa vuelve a recibir el llamado de la madre de Joseph. Va desesperado al asilo, pero al llegar sus padres ya han sido asesinados. En la escena encuentra una dirección y el dedo del niño. Joseph se encuentra con Tony y se niega a recibir su ayuda. Al llegar a la dirección encuentra unos binoculares que apuntan a otro edificio, donde ve que Tony está atado a una silla y un cenobita lo mata. Un teléfono suena, Joseph lo contesta y escucha al Ingeniero decirle: "6 dedos, 6 asesinatos. Faltan 4, ve a casa". Al llegar a casa encuentra a su esposa e hija atadas a un poste y muertas por el frío de una nevada que cayó en el cuarto de estar.
El psicólogo de Joseph aparece de repente y le dice "toma horas morir de frío, horas en que nadie estuvo en casa, horas en que nadie las escuchó llorar". El psicólogo exclama que el último dedo tenía la huella intacta y que ha sido identificada: le pertenece a Joseph. El psicólogo se transforma en Pinhead. Joseph atraviesa una puerta y aparece en la casa en que creció. Allí es atacado por una versión zombi de sus padres y de Tony. Luego todo se torna oscuro y se encuentra con el niño de los dedos, cuya cara es la de Joseph en su infancia, y con el cenobita, quien descubre su rostro, revelando el mismo de Joseph como adulto. Pinhead aparece y explica que lo que ve son él, su inocencia y espíritu y su carne y deseo: "has dejado que tu carne mate tu espíritu, has sido asesinado por los pecados que has cometido". Los ganchos de Pinhead despedazan a Joseph mientras el cenobita exclama "bienvenido al Infierno". Joseph despierta en el baño del motel que solía frecuentar, y al salir ve cómo Daphne duerme tranquilamente. Se dirige a su oficina y vuelve a recibir el llamado de Daphne clamando ayuda por su vida. Joseph toma su arma y se dispara en la cabeza, pero vuelve a despertar en el baño del motel. El Infierno de Pinhead condena para siempre a Joseph a vivir y revivir lo que sus pecados han creado.

## Reparto
- Craig Sheffer ... Det. Joseph Thorne
- Nicholas Turturro ... Det. Tony Nenonen
- James Remar ... Dr. Paul Gregory
- Doug Bradley ... Pinhead
- Nicholas Sadler ... Bernie
- Noelle Evans ... Melanie Thorne
- Lindsay Taylor ... Chloe
- Matt George ... Leon Gaultier
- Michael Shamus Wiles ... Mr. Parmagi
- Sasha Barrese ... Daphne Sharp
- Kathryn Joosten ... Madre
- Jessica Elliot ... Madre de Joseph joven
- Carmen Argenziano ... Capitán
- Christopher Neiman ... Patólogo
- Christopher Kriesa ... Detective más viejo
- Brian Sostek ... Técnico del laboratorio de crimen
- Thomas Crouch ... Padre
- J.B. Gaynor ... Joseph Thorne joven
- Timothy 'TJ' James Driscoll ... Padre de Joseph joven
- Coco Leigh ... Policía en la escena del crimen #1
- Ian Barford ... Policía en la escena del crimen #2
- Daniel Gavin ... Policía en la escena del crimen #3
- Paul Hayes ... Sargento de escritorio
- Evan Okada ... Chico del video
- Winifred Freedman ... Enfermera de la recepción
- Michael Denney ... Guardia de seguridad
- Timothy Oman ... Profesor alemán
- Lindley Gardner ... Joven mujer usando la lengua
- Cliff Cadáver ... Mánager
- Ron Altamare ... Terry
- Rachel Currence ... Niña en la lluvia
- Darlene Levin ... Gemelo #1
- Maureen Sue Levin ... Gemelo #2
- Brad Blumenthal ... Policía con uniforme
- Ray Miceli ... El Asesino Sin Cara
- Lynn Speier ... Cenobita gemelo del cable #1
- Patricia Kara ... Cenobita gemelo del cable #2
- Kazuhiro Yokoyama ... Cowboy asiático #1
- Akihiro Noguchi ... Cowboy asiático #2
- Mike J. Regan ... Torso de Chatterer (no acreditado)